# Ricky Rubio
Ricard «Ricky» Rubio Vives (Masnou, Barcelona, 21 de octubre de 1990) es un jugador de baloncesto español que pertenece a la plantilla del Joventut Badalona de la liga ACB española. Con 1,88 metros de altura, juega en la posición de base.
Es considerado un gran jugador de equipo, sobre todo por su habilidad para repartir asistencias y facilitar que otros compañeros encesten. Aunque su principal punto débil es el lanzamiento en suspensión (fue considerado uno de los tiradores menos fiables de la liga norteamericana por el periódico local de Minnesota en 2015) ha mejorado sus estadísticas y en los playoffs ha superado el promedio de 15 puntos por partido.
Ricky Rubio se convirtió en el único jugador en ganarlo todo en Europa al ganar Euroliga, FIBA Eurocup, ULEB Cup, Liga ACB, Copa del Rey y Supercopa ACB con tan solo 20 años.
En septiembre de 2019, con la selección, se proclamó campeón de la Copa del Mundo disputada en China y fue nombrado MVP del torneo.

## Trayectoria

### ACB
Aito García Reneses es el entrenador que no solo confió en Ricky llamándole para entrenar con el equipo de ACB de “La Penya” con tan pronta edad sino que además le enseñó como ser dentro y fuera de la pista. Ricky a los 14 años estaba viendo un entrenamiento con su hermano y Aito se dirigió a él y le propuso entrenar con ellos. Ricky estableció una marca en el baloncesto español al haber sido el jugador más joven (14 años, 11 meses y 24 días) en debutar en un partido de la Liga ACB, más concretamente el disputado por el Joventut contra el C.B. Granada el 15 de octubre de 2005. Rubio jugó cinco minutos y cinco segundos en Granada y encestó dos puntos, dio una asistencia y recuperó dos balones. El conjunto verdinegro se impuso por 72 a 82. Esa temporada y ya con el equipo ACB, Ricky y su equipo fueron Campeones de la Lliga Catalana y campeones de la FIBA Eurocopa.

#### DKV Joventut

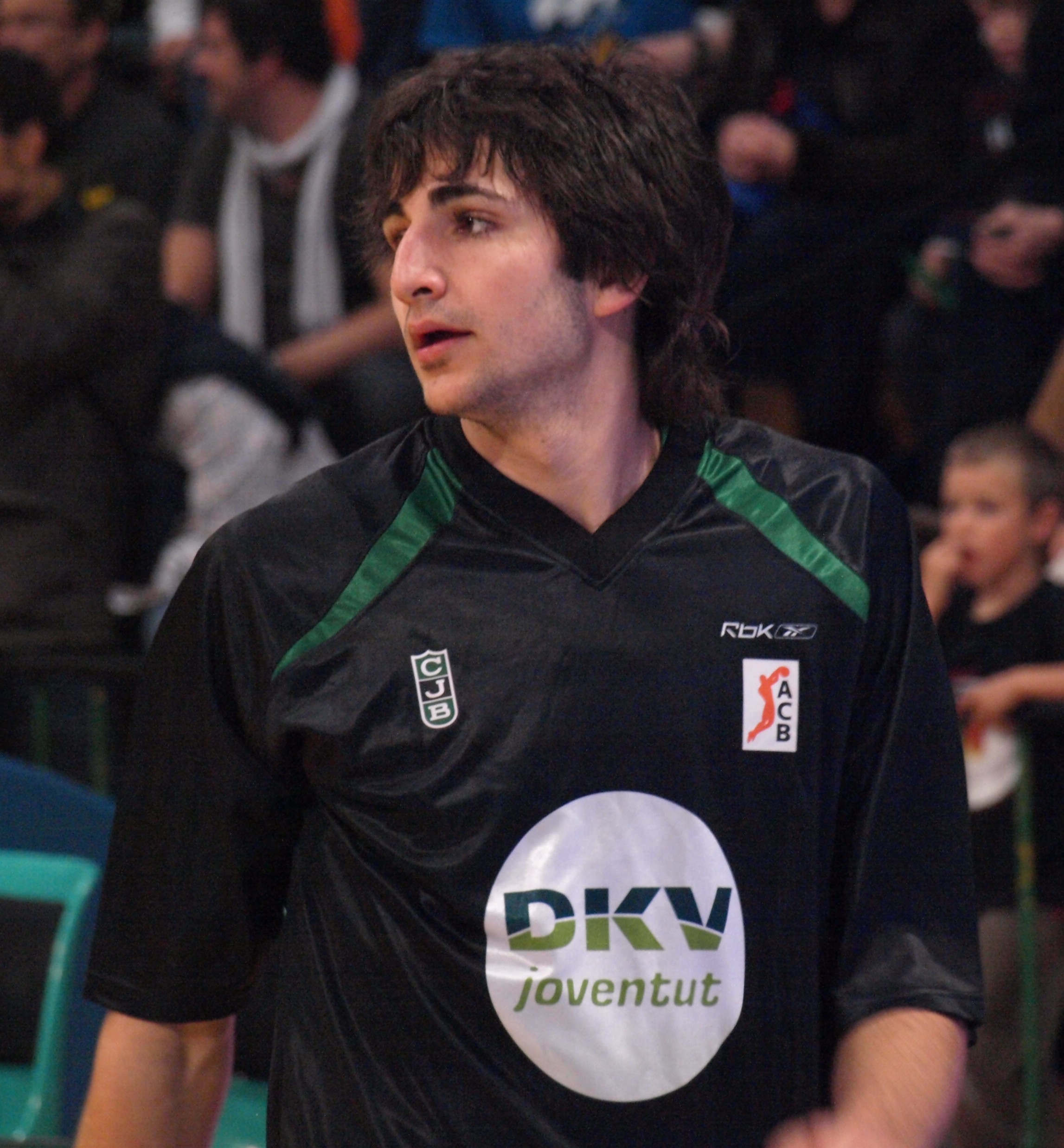
Ricky Rubio con el DKV Joventut en 2009.

Tras la finalización de la temporada 2006-07 recibió el premio de jugador revelación de la liga ACB y en la temporada 2007-08 volvió a hacer historia al convertirse en el jugador más joven de todos los tiempos en ser incluido en el quinteto ideal de la liga.
En esta misma temporada ganó tres títulos con el DKV Joventut. En la pretemporada conquistó el primero, la Lliga Catalana. Junto a Rudy Fernández lideraron el equipo en 2008 y consiguieron la Copa del Rey de baloncesto y la ULEB Cup en la final de Turín contra otro equipo español, el Akasvayu Girona por 54-79. Los inicios de la temporada 2008-09 no fueron buenos para Ricky Rubio ya que arrastró una lesión de los JJ. OO. de Pekín y se perdió el primer tercio de la temporada. No ganaron ningún título, pese a eso el jugador pudo disputar de nuevo la primera fase de la Euroliga haciendo buenos partidos. Acabó la temporada promediando 10,8 puntos y 6,1 asistencias por partido, con una mejora respecto a temporadas anteriores en el tiro exterior con un 42% de efectividad.

#### Draft 2009
El 22 de abril de 2009 Rubio, tras varios meses de especulaciones, anunció públicamente su intención de formar parte del Draft de la NBA de 2009. Desde el principio la postura del DKV Joventut ante dicha decisión fue la de defender que si algún club de la NBA o europeo quería fichar al jugador, era necesario que él mismo pagara íntegra su millonaria cláusula de rescisión. A mediados de junio, la propia NBA confirmaba que el catalán seguía en la carrera por el draft. Desde el principio, las previsiones situaban al jugador como elección segura entre las primeras posiciones. Unos días antes, el jugador había interpuesto una demanda contra el DKV Joventut con el objetivo de rebajar su cláusula de rescisión al considerar que el desfase entre lo que cobraba, 210.000 euros y su cláusula de 4,7 millones de euros era abusivo. Esta demanda enfrió enormemente las relaciones entre el base y su club hasta tal punto que Jordi Villacampa, presidente del mismo, llegó a insinuar que iba a ser muy difícil que el jugador volviera a vestir la camiseta verdinegra, denunciando además la falta de ética de la misma.

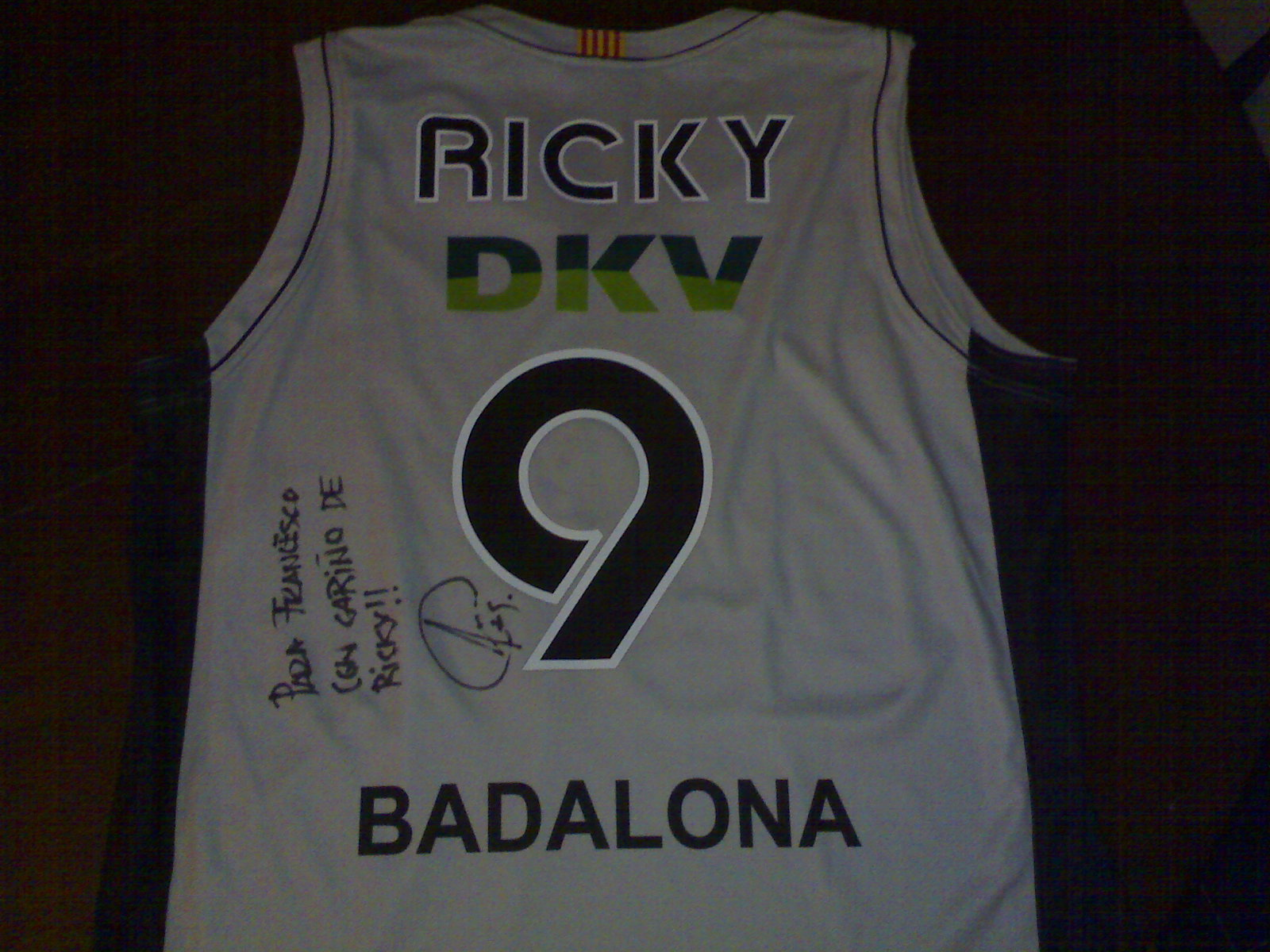
Camiseta firma por Rubio (2009).

En los días inmediatos a la ceremonia del draft, la mayoría de los medios especializados situaban a Rubio entre la segunda y la quinta posición. Finalmente fueron los Minnesota Timberwolves que elegían en quinto lugar los que se hicieron con los derechos del catalán.
Ricky Rubio pidió que Villacampa, el presidente del club verdinegro, rebajara su cláusula, ya que era demasiado alta, pero este se negó. Ricky decidió llevar las cosas a un tribunal, porque se enteró de que Villacampa quería pagar las deudas que tenía con Hacienda con el dinero del jugador y sin que este lo supiera, y esto a Villacampa pareció sentarle mal.
Como Villacampa no aceptó rebajar la cláusula de rescisión, el jugador decidió quedarse en España, y Villacampa declaró que si Ricky se quedaba no iba a jugar en el Joventut. Justo coincidió que Ricky estaba concentrado con la selección española de baloncesto masculina, y este tema le afectó, de manera que llegó a sufrir pequeñas taquicardias, reveladas por pruebas que les hacían, provocadas a causa del nerviosismo que estaba sufriendo por el estado que se encontraba.
Finalmente, aunque su club de toda la vida llegó a un acuerdo con la franquicia de Minnesota Timberwolves para su salto a la NBA, Ricky escogió aceptar la oferta por 6 años del Regal FC Barcelona, rival histórico del club que le formó como jugador, el cual le ofrecía mejores condiciones económicas que el Joventut, que aparte se negaba a dejarlo jugar, e incluso eligió un sueldo más bajo del que le ofrecía el Madrid. Así, el 1 de septiembre se confirmó su traspaso.

#### FC Barcelona

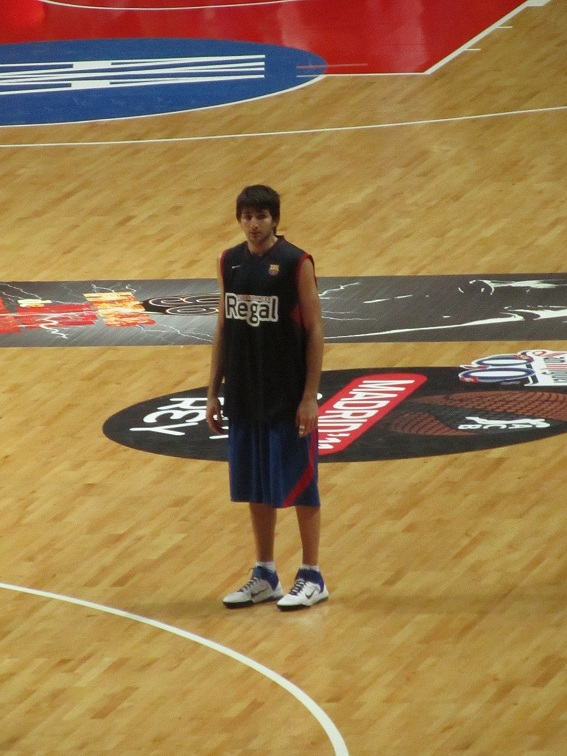
Ricky Rubio en su época como azulgrana (2011).

Una multimillonaria oferta del Barcelona de 3,7 millones de euros, lo que supone el traspaso más caro del baloncesto español, hizo posible el acuerdo. Ricky debutó en el Barça en la semifinal del torneo de la Lliga Catalana contra el St. Josep Girona. Finalmente, el Regal Barcelona se coronó campeón de la Lliga Catalana aplastando en la final al DKV Joventut por 62-38, Ricky fue escogido MVP del torneo. Unos días después, ganó la Supercopa ACB, celebrada en Gran Canaria ante el Real Madrid, equipo que también le pretendió, por 86-82. Ricky batió un nuevo récord de precocidad: jugador más joven en llegar a los 1000 puntos ACB. Ricky completó su partido ACB más completo con la camiseta azulgrana ante el Real Madrid el 28 de diciembre, anotando 18 puntos y 7 asistencias. para 24 de valoración. Su partido más completo en Euroliga fue el 14 de enero ante el Montepaschi Siena, consiguiendo un doble-doble con 14 puntos y 10 asistencias para 33 de valoración (MVP de la jornada). El Regal Barça también consiguió la Copa del Rey en Bilbao tras derrotar al Cajasol en cuartos, al Power Electronics Valencia en semifinales y al Madrid en la final por 19 puntos de diferencia. Ricky fue el segundo jugador más valorado por detrás de Fran Vázquez. Tras una serie de play offs complicada ante el Real Madrid (donde Ricky consiguió su mejor marca anotadora en Euroliga con 19 puntos), el Barça se plantó en la Final Four de París. Se enfrentaron al CSKA de Moscú en las semifinales donde se ganó gracias a un gran partido de Ricky (10pts y 8ast). El día antes de la final, a Ricky le fue entregando el trofeo "Rising Star" de la Euroliga. El Barça ganó la final ante el Olympiakos por 86-68. El Barcelona consiguió su segunda Euroliga de la historia y Ricky batió un nuevo récord de precocidad: jugador más joven en ganar una Euroliga. Antes del comienzo de los play-offs, Ricky recibió 2 galardones más: Mejor base de la ACB, incluido por segunda vez en el Quinteto Ideal y el trofeo "Top5" al jugador más espectacular de la temporada. El Barcelona venció al Gran Canaria en cuartos y al Unicaja en semifinales pero perdió la final ante el Caja Laboral Baskonia 3-0. Fue una gran sorpresa ya que tras la brillante temporada del Regal Barcelona, todo el mundo se esperaba que terminaran ganando también la ACB. A final de temporada, Ricky aseguró que se iba a quedar, como mínimo, un año más en las filas del Barcelona antes de coger rumbo hacia Minnesota.
El 17 de junio de 2011, hace oficial su marcha a la NBA, concretamente a los Minnesota Timberwolves, equipo que tenía sus derechos.

### NBA

#### Minnesota Timberwolves

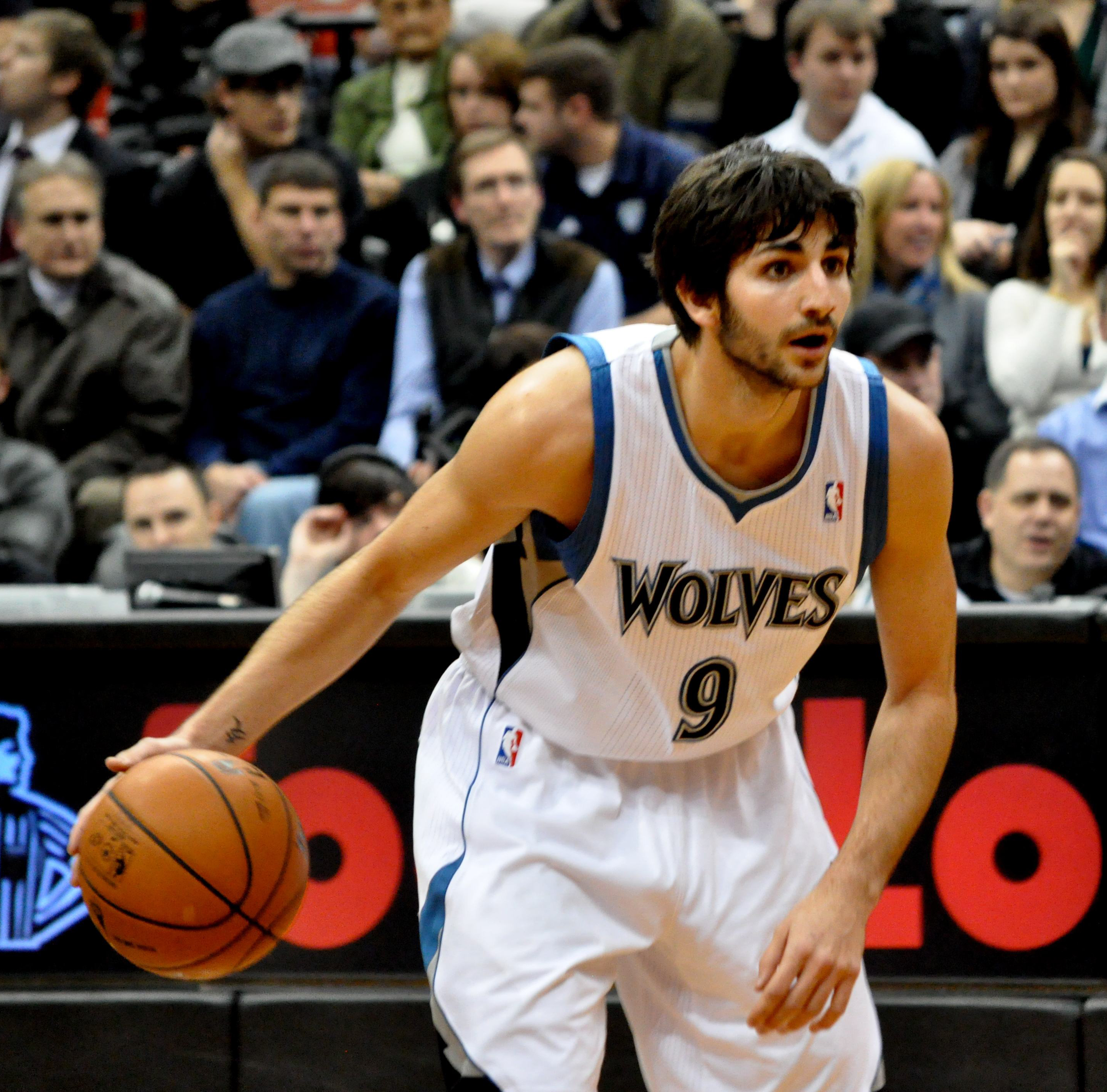
Rubio con los Wolves en 2012.

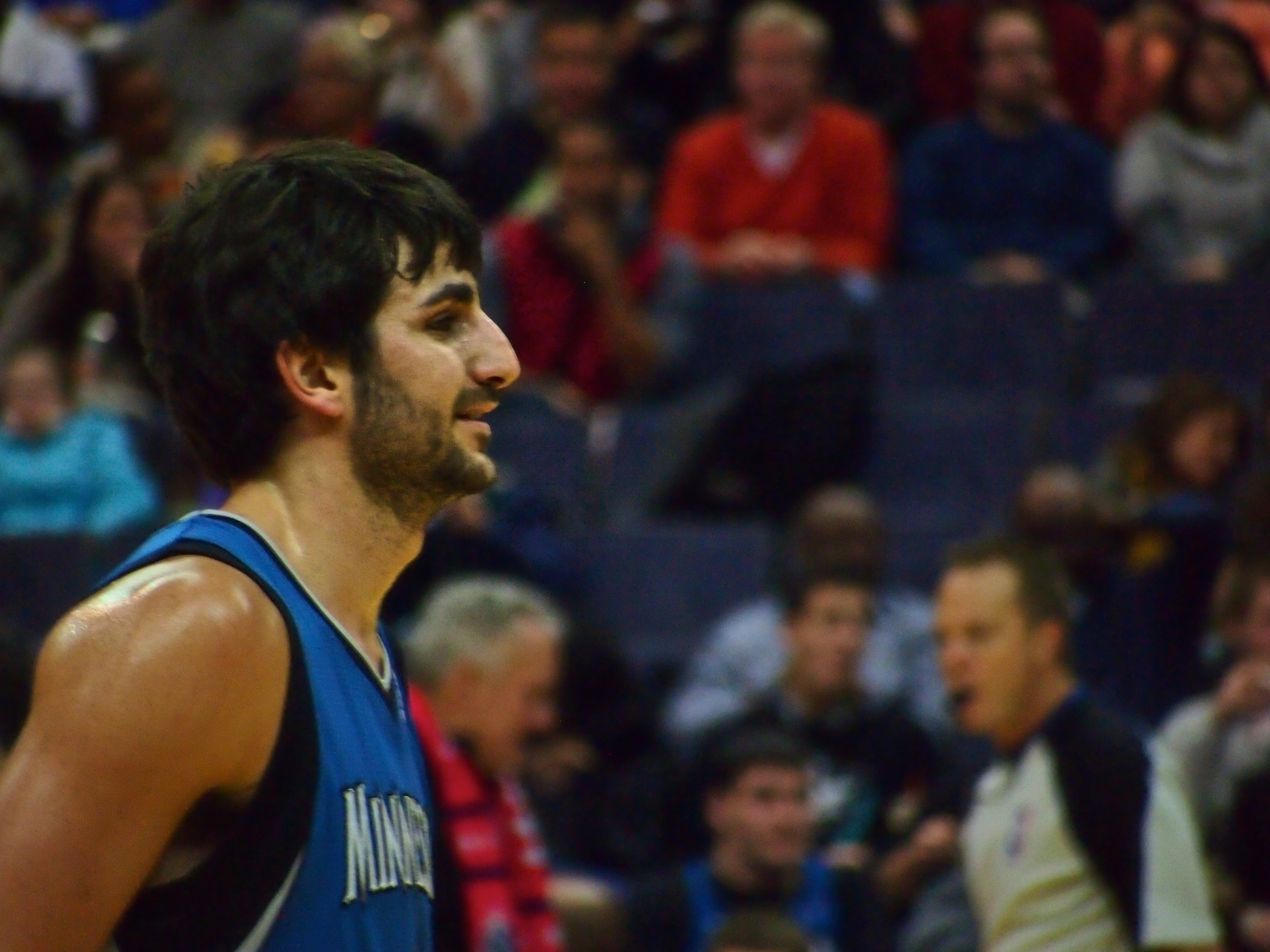
Ricky Rubio con los Wolves en 2013.

El 26 de diciembre de 2011, se produjo su debut en un partido oficial de la NBA jugando con los Minnesota Timberwolves. Rubio consiguió 6 puntos, 6 asistencias y 5 rebotes en 26 minutos en la pista. El 30 de diciembre de 2011, consiguió su primer doble-doble como jugador NBA anotando 12 puntos y repartiendo 12 asistencias, además de recoger 6 rebotes en la derrota de su equipo por dos puntos ante los Miami Heat de LeBron James, Dwyane Wade y Chris Bosh.
En enero fue elegido como Rookie del Mes de la Conferencia Oeste, tras promediar 11,4 puntos, 4,7 rebotes, 8,9 asistencias y 2,2 robos por encuentro, figurar en cuarta posición entre los mejores pasadores de la liga y el tercero en robos de balón.
Además, Ricky Rubio fue seleccionado para disputar el partido entre rookies y sophomores del All Star 2012, que se celebró en Orlando, entre el 24 y 26 de febrero de 2012.
En este partido consiguió 12 puntos, 7 asistencias, 3 rebotes y un robo en 21 minutos.
Su mejor marca desde que llegó a la NBA ha sido de 24 puntos cuando los Timberwolves de Minnesota vencieron por 105-93 a los Suns de Phoenix.
A principios de marzo de 2012, sufrió una lesión de ligamentos en la rodilla izquierda, mientras disputaba un encuentro de temporada regular ante Los Angeles Lakers, de la que fue intervenido con éxito el 21 de marzo en la clínica "Steadman" de Vail (Colorado). La recuperación de la lesión se estimó entre 6 y 9 meses, causando baja definitiva con la selección española de baloncesto para los Juegos Olímpicos de Londres 2012.
Al término de su primera temporada fue incluido en el mejor quinteto de rookies de la NBA, siendo el segundo jugador más votado por los entrenadores, solo superado por Kyrie Irving.
El 16 de diciembre Ricky Rubio volvió a jugar después de su grave lesión. Rubio consiguió 8 puntos, 9 asistencias, 4 rebotes y 3 robos en 18 minutos en pista contra Dallas Mavericks.
En febrero del año 2013, consiguió superar las 500 asistencias en la NBA, en su segundo año desde que fue seleccionado en el Draft de 2009.
El 15 de febrero de 2013, y como segundo año consecutivo, Ricky Rubio no se perdió la cita con el All Star de la NBA celebrado en Houston. Rubio participó en el Rising Star anotando 5 puntos y dando 10 asistencias en los 15 minutos que disputó.
El 12 de marzo de 2013, logró su primer triple-doble con 21 puntos, 13 rebotes y 12 asistencias, para ganar a San Antonio Spurs.
En su segunda temporada terminó como 2º máximo recuperador de la NBA con 2,40, a tan solo una centésima de Chris Paul (2,41).
El 31 de octubre de 2014, recién comenzada la temporada 2014-15, Rubio firma una cuantiosa extensión de contrato con los Minnesota Timberwolves por 4 años y un total de 55 millones de dólares, tras meses de dura negociación.
En 2016 falleció su madre, gran consejera en su carrera, tras cuatro años de lucha contra un cáncer de pulmón. Esto llevó a Ricky a una crisis anímica que reconoció que superó con ayuda de viajes de introspección y meditación.

#### Utah Jazz

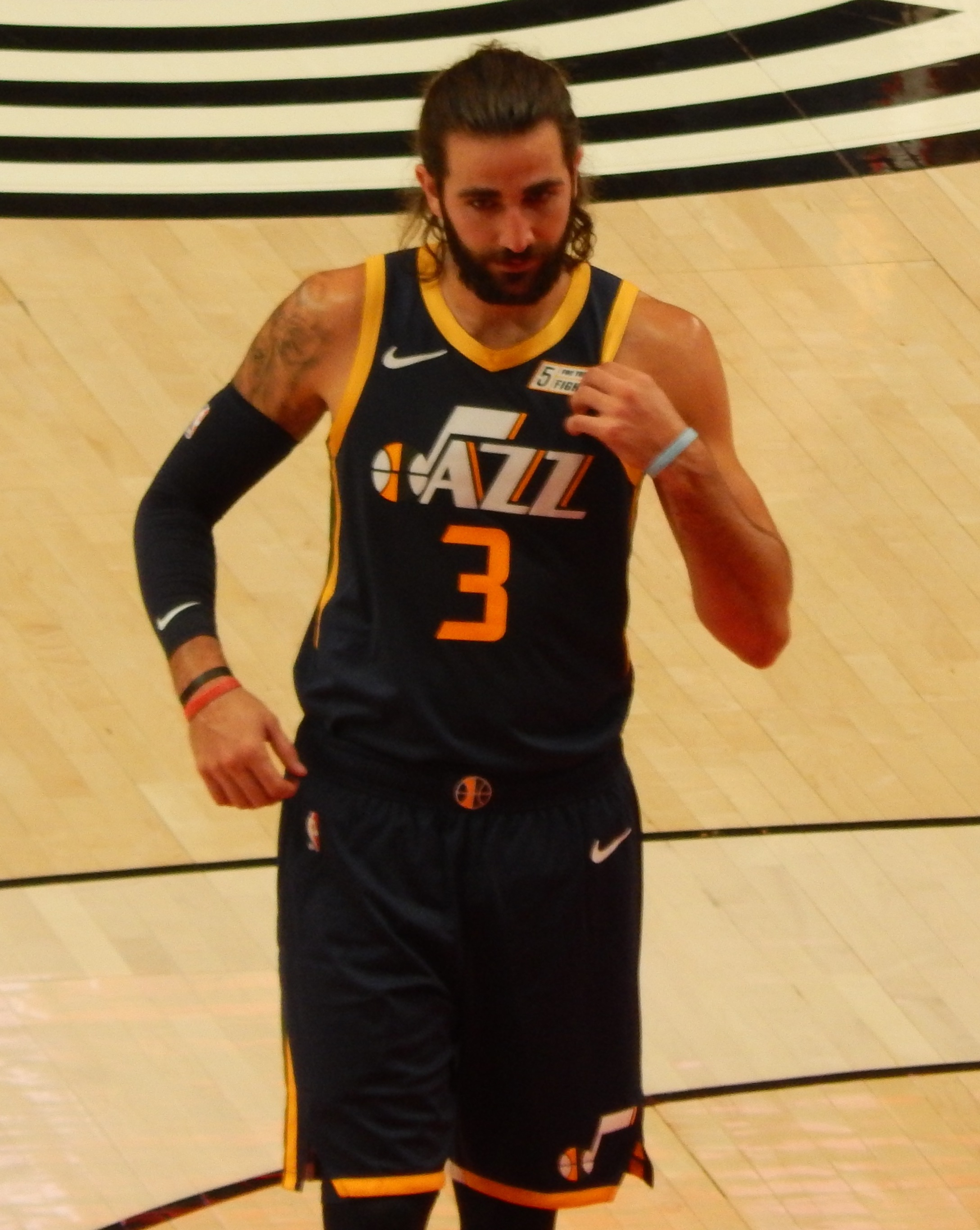
Ricky con los Jazz en 2019.

Tras seis temporadas en Minnesota, el 30 de junio de 2017 fue traspasado a los Utah Jazz a cambio de una primera ronda del draft. En su primera temporada en Utah se convirtió en uno de los jugadores más importantes del equipo. Debutó por fin en los playoffs, en los que los Jazz dieron la sorpresa al eliminar en primera ronda a Oklahoma City Thunder con una gran defensa de Ricky a la estrella rival, Russell Westbrook; en segunda ronda cayeron ante Houston Rockets. 
La siguiente temporada empezó con grandes expectativas para Utah. Consiguieron ganar 50 partidos, finalizando quintos del Oeste, aunque caerían en primera ronda de nuevo contra los Rockets de James Harden. Terminó así la etapa de Rubio en Utah, ya que ese verano sería agente libre y los Jazz prefirieron hacerse con el base de Memphis Grizzlies, Mike Conley.

#### Phoenix Suns
El 1 de julio de 2019 firmó un contrato de 3 temporadas y 51 millones de dólares con Phoenix Suns. El 23 de octubre anotó 11 puntos y 11 asistencias en la victoria por 124–95 sobre los Sacramento Kings. Sus 11 asistencias empataron con Elliot Perry como los únicos jugadores en lograr un doble-doble con 11 asistencias debutando con los Suns. El 16 de diciembre logró su primer triple-doble con los Suns con 10 puntos, 11 rebotes y 14 asistencias en la derrota por 111-110 ante los Portland Trail Blazers. El 24 de febrero de 2020 logró 22 puntos, 11 asistencias, 7 robos y 6 rebotes en la victoria por 131-111 sobre su ex equipo, los Utah Jazz. Se convirtió en el primer jugador de los Suns en sumar al menos 20 puntos, 10 asistencias y 7 robos en un partido desde Kevin Johnson en 1996. Logró su segundo triple-doble con los Suns el 8 de marzo, con 25 puntos, 13 rebotes y 13 asistencias en la victoria 140–131 sobre Milwaukee Bucks.
El 23 de junio de 2020, los Suns informaron que dos de sus propios jugadores dieron positivo por COVID-19. En una entrevista del 22 de julio, Rubio se reveló como uno de esos dos jugadores. Sin embargo se reincorporaría al equipo en la Burbuja de la NBA de 2020, eliminado del virus durante los partidos de preparación del equipo para la reanudación de la temporada, y finalmente regresaría el 31 de julio como titular en la victoria por 125-112 sobre los Washington Wizards.

#### Regreso a Minnesota Timberwolves
Después de una buena temporada en Phoenix, el 16 de noviembre de 2020, es traspasado a Oklahoma City Thunder junto a Kelly Oubre, Ty Jerome y Jalen Lecque a cambio de Chris Paul y Abdel Nader. Pero, el 18 de noviembre, es traspasado de nuevo a Minnesota Timberwolves.

#### Cleveland Cavaliers
El 29 de julio de 2021, durante la noche del draft de la NBA, se hace oficial su traspaso a Cleveland Cavaliers a cambio de Taurean Prince.
El 23 de octubre, en el tercer encuentro de la temporada, ante Atlanta Hawks, Ricky alcanza los 7000 puntos en su carrera NBA.
El 7 de noviembre, ante New York Knicks, anota 37 puntos con 8/9 en tiros de tres, siendo su récord personal de anotación, y convirtiéndose en el primer jugador de la historia de la NBA en anotar más de 30 puntos, 10 o más asistencias y 8 triples, saliendo desde el banquillo. El 28 de diciembre ante New Orleans Pelicans, sufre una lesión en la rodilla izquierda, rompiéndose el ligamento cruzado anterior y perdiéndose toda la temporada. El 6 de febrero de 2022, sus derechos son traspasados a Indiana Pacers, a cambio de Caris LeVert.
El 1 de julio de 2022 firma un contrato por 3 años y $18,4 millones con Cleveland Cavaliers. Regresó de la lesión el 12 de enero de 2023 ante Portland Trail Blazers anotando 9 puntos.
El 4 de enero de 2024, acordó con los Cavaliers la rescisión de su actual contrato. Más tarde, ese mismo día, anunció su retiro de la NBA en redes sociales. De esta manera, su carrera en la NBA finalizaba con 12 temporadas a sus espaldas y unos promedios de 10,8 puntos, 7,4 asistencias, 4,1 rebotes y 1,8 robos; convirtiéndose en el único jugador en la historia con tales números que no fue elegido para participar en un All-Star game.

### Regreso al FC Barcelona
El 6 de febrero de 2024, tras unos días entrenando con el equipo, se confirmó su fichaje por el FC Barcelona de la liga ACB, que lo inscribió también en la Euroliga. Aunque su regreso a las canchas estuvo condicionado a los tiempos que el jugador se marcara tras sus problemas de salud mental, finalmente su debut se produjo el 1 de marzo ante el AS Mónaco. Al término de la temporada queda libre, después de que el Barcelona renunciara a su derecho de tanteo.

### Último baile en Badalona
Tras una temporada sin jugar, el 22 de julio de 2025, se confirma su regreso al Joventut Badalona.

### Selección nacional

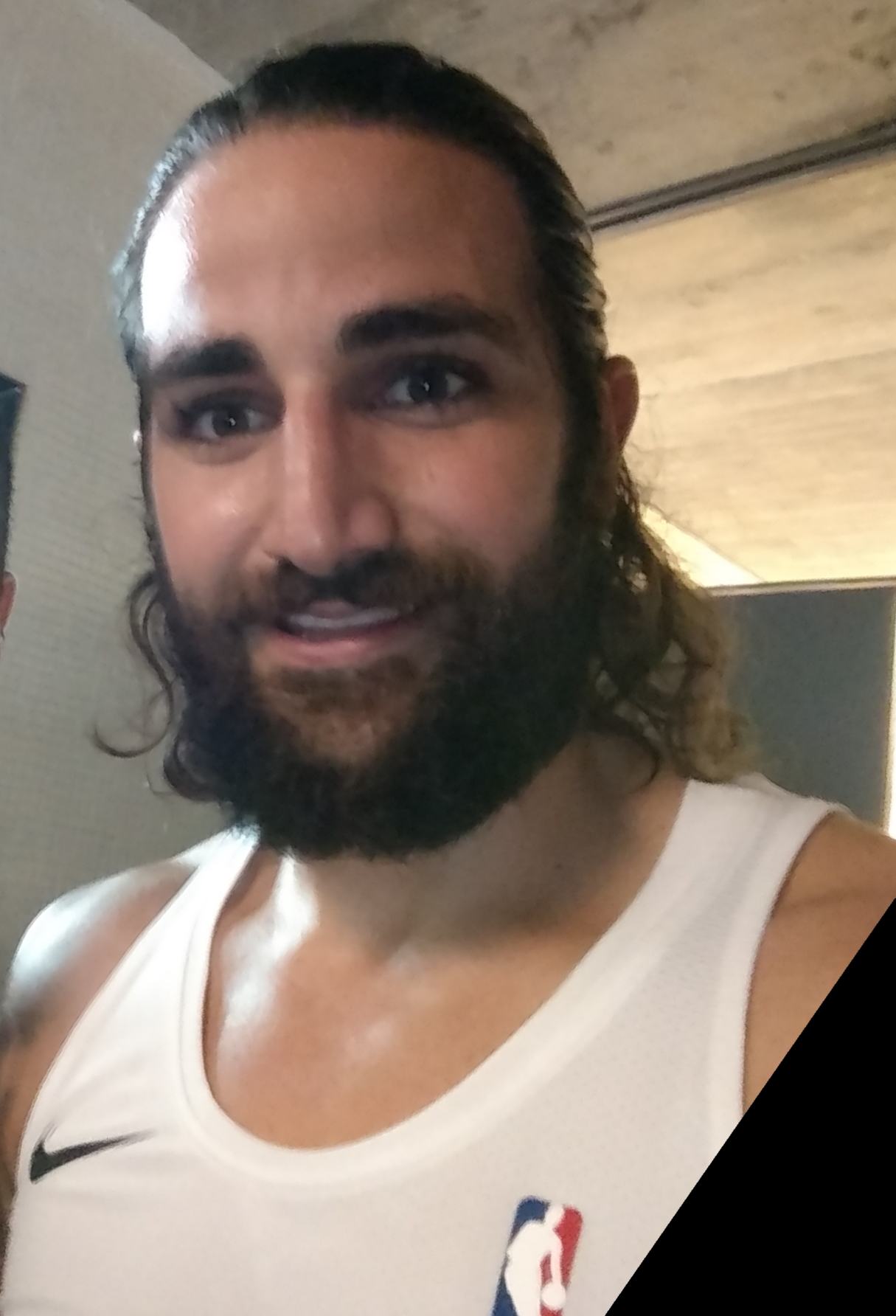
Ricky Rubio en julio de 2018.

Rubio lideró el triunfo de España en la final del Europeo Cadete (Sub-16) ante Rusia, con 51 puntos, 24 rebotes, 12 asistencias y 7 recuperaciones. Además fue nombrado mejor jugador del campeonato. En este campeonato consiguió tres dobles-dobles, un triple-doble (en la final) y un cuádruple-doble (ante Croacia en semifinales: 19 puntos, 10 rebotes, 13 asistencias y 11 robos).
Fue convocado para los Juegos Olímpicos de Pekín 2008 el 10 de junio de ese mismo año. El 18 de julio, con tan solo 17 años, ocho meses y 28 días, hizo su debut como internacional frente a Portugal en un partido preolímpico disputado en Badajoz, lo que le convertía en el tercer jugador más joven en haber debutado con la selección absoluta de baloncesto de España, detrás de Carlos Sevillano y de Juan Antonio Corbalán.
En los juegos olímpicos la selección española, después de una polémica derrota ante Brasil donde perdieron una ventaja inimaginable que los colocó con la posibilidad de esquivar a quién a la postre fue campeón en la siguiente ronda, finalizó segunda tras caer en la final ante Estados Unidos. Este hecho llevó a Rubio a convertirse en el jugador de baloncesto más joven de la historia en conseguir una medalla olímpica batiendo la marca que hasta entonces ostentaba el ruso Vladimir Tkachenko. Rubio jugó un torneo que llevó a rivales como el lituano Šarūnas Jasikevičius a declararse públicamente fan suyo. En la final Rubio jugó su partido más completo ocupando el lugar del lesionado José Manuel Calderón en el equipo titular. Tras participar en la misma durante un total de 29 minutos en los que anotó 6 puntos y repartió 3 asistencias, pero en la que sobre todo dirigió al equipo con una madurez inusual en un jugador de su edad. Uno de sus rivales en la misma, el estadounidense Jason Kidd, cuando se le preguntó su opinión sobre Rubio lo alabó con la afirmación "su límite es el cielo"
Al año siguiente, en el Europeo de Polonia, la selección española se llevó el oro, que se le había negado en el EuroBasket 2007. La selección empezó cayendo ante Serbia, ganó por muy poco a Gran Bretaña y venció a Eslovenia en la prórroga. En la segunda fase de grupos, perdió contra Turquía y a partir del siguiente partido, la selección comenzó un repunte, ganando a Lituania (Rubio repartió 10 asistencias) y a Polonia. El partido de cuartos contra Francia, consagró un poco más a Rubio en la élite europea al superar la actuación del base de la NBA, Tony Parker. La selección ganó de forma abultada, al igual que lo hizo en la semifinal contra Grecia, y en la final contra Serbia. España consiguió el primer oro europeo de su historia.
En el Mundial de 2010, el seleccionador español, Sergio Scariolo, lo incluyó en la lista de 15 jugadores, seleccionados de entre los 24 anteriores, que se concentrarían en Las Palmas previamente al campeonato.  Rubio y el seleccionado español finalizaron 6.ª, siendo eliminados en cuartos ante Serbia en un encuentro donde distó de ser el más destacado de su equipo y en el partido por el 5° puesto cayeron ante Argentina en otra actuación para el olvido. Ricky promedió 4,4 puntos, 3,1 rebotes y 5,1 asistencias en 25 minutos por partido. Su mejor partido fue ante Nueva Zelanda, rozando el doble-doble con 8 puntos y 11 asistencias.
En la Copa del Mundo 2014, el 3 de septiembre ante Francia, obtuvo las 100 internacionalidades con la selección española, convirtiéndose en el español más joven en alcanzar el centenar de encuentros con la selección absoluta.
En septiembre de 2019, la Copa del Mundo disputada en China cuajó su mejor actuación con la selección española, alzándose con el Oro y siendo nombrado MVP del torneo, además de ser incluido en el quinteto ideal.
En 2021, fue parte de la selección absoluta española que participó en los Juegos Olímpicos de Tokio 2020, que quedó en sexto lugar. En el partido de cuartos de final ante Estados Unidos anotó 38 puntos, siendo el récord de un jugador español en una cita olímpica, superando los 37 de Pau Gasol, y su mejor marca personal en anotación.
En agosto de 2023, durante la preparación con la selección para el Mundial de 2023, declaró que se iba a tomar un descanso del baloncesto profesional, para estar con su familia y cuidar su salud mental.

## Estadísticas de su carrera en la NBA

### Temporada regular
| Año     | Equipo    | PJ  | PT  | MPP  | %TC  | %3P  | %TL  | RPP | APP | ROB | TPP | PPP  |
| ------- | --------- | --- | --- | ---- | ---- | ---- | ---- | --- | --- | --- | --- | ---- |
| 2011-12 | Minnesota | 41  | 31  | 34.2 | .357 | .340 | .803 | 4.2 | 8.2 | 2.2 | .2  | 10.6 |
| 2012-13 | Minnesota | 57  | 47  | 29.7 | .360 | .293 | .799 | 4.0 | 7.3 | 2.4 | .1  | 10.7 |
| 2013-14 | Minnesota | 82  | 82  | 32.2 | .381 | .331 | .802 | 4.2 | 8.6 | 2.3 | .1  | 9.5  |
| 2014-15 | Minnesota | 22  | 22  | 31.5 | .356 | .255 | .803 | 5.7 | 8.8 | 1.7 | .0  | 10.3 |
| 2015-16 | Minnesota | 76  | 76  | 30.6 | .374 | .326 | .847 | 4.3 | 8.7 | 2.1 | .1  | 10.1 |
| 2016-17 | Minnesota | 73  | 73  | 32.9 | .408 | .309 | .889 | 4.1 | 9.1 | 1.7 | .1  | 11.2 |
| 2017-18 | Utah      | 77  | 77  | 29.3 | .418 | .352 | .866 | 4.6 | 5.3 | 1.6 | .1  | 13.1 |
| 2018-19 | Utah      | 68  | 67  | 27.9 | .404 | .311 | .855 | 3.6 | 6.1 | 1.3 | .1  | 12.7 |
| 2019-20 | Phoenix   | 57  | 57  | 31.6 | .412 | .351 | .853 | 4.6 | 8.9 | 1.5 | .2  | 13.0 |
| 2020-21 | Minnesota | 68  | 51  | 26.1 | .388 | .308 | .867 | 3.3 | 6.4 | 1.4 | .1  | 8.6  |
| 2021-22 | Cleveland | 34  | 8   | 28.5 | .363 | .339 | .854 | 4.1 | 6.6 | 1.4 | .2  | 13.1 |
| 2022-23 | Cleveland | 33  | 2   | 17.2 | .343 | .256 | .800 | 2.1 | 3.5 | .8  | .2  | 5.2  |
| Total   | Total     | 698 | 603 | 29.6 | .388 | .324 | .843 | 4.1 | 7.4 | 1.8 | .1  | 10.8 |

### Playoffs
| Año   | Equipo    | PJ | PT | MPP  | %TC  | %3P  | %TL  | RPP | APP | ROB | TPP | PPP  |
| ----- | --------- | -- | -- | ---- | ---- | ---- | ---- | --- | --- | --- | --- | ---- |
| 2018  | Utah      | 6  | 6  | 30.2 | .354 | .313 | .783 | 7.3 | 7.0 | 1.3 | .5  | 14.0 |
| 2019  | Utah      | 5  | 5  | 33.5 | .424 | .200 | .850 | 3.2 | 8.6 | 2.4 | .2  | 15.4 |
| 2023  | Cleveland | 3  | 0  | 5.7  | .000 | –    | –    | 2.0 | 1.0 | .3  | .0  | .0   |
| Total | Total     | 14 | 11 | 26.1 | .384 | .269 | .814 | 4.7 | 6.3 | 1.5 | .3  | 11.5 |

## Estadísticas en ligas europeas

### Liga ACB
| Año        | Equipo       | PJ | PT | MPP  | %TC | %3P | %TL  | RPP | APP | ROB | TPP | PPP  |
| ---------- | ------------ | -- | -- | ---- | --- | --- | ---- | --- | --- | --- | --- | ---- |
| 2005-06 LR | Joventut     | 10 | 1  | 7.8  | 36% | 75% | 57%  | 1.2 | 0.9 | 0.9 | 0.1 | 2.5  |
| 2005-06 PO | Joventut     | 4  | 0  | 7.8  | 50% | 50% | 100% | 0.8 | 0.3 | 1.3 | 0.0 | 2.8  |
| 2006-07 LR | Joventut     | 33 | 1  | 19.2 | 51% | 28% | 66%  | 2.7 | 2.3 | 2.3 | 0.0 | 4.8  |
| 2006-07 PO | Joventut     | 10 | 1  | 18.9 | 43% | 11% | 82%  | 2.4 | 1.6 | 0.7 | 0.1 | 3.5  |
| 2007-08 LR | Joventut     | 34 | 15 | 23.4 | 44% | 28% | 80%  | 3.2 | 4.0 | 2.2 | 0.0 | 10.5 |
| 2007-08 PO | Joventut     | 5  | 1  | 22.0 | 36% | 12% | 70%  | 3.8 | 3.4 | 1.0 | 0.0 | 8.2  |
| 2008-09 LR | Joventut     | 22 | 12 | 22.9 | 38% | 43% | 80%  | 2.6 | 6.1 | 2.2 | 0.1 | 10.0 |
| 2008-09 PO | Joventut     | 3  | 2  | 22.0 | 45% | 28% | 80%  | 3.3 | 3.7 | 2.3 | 0.3 | 8.0  |
| 2009-10 LR | FC Barcelona | 34 | 32 | 19.9 | 45% | 40% | 77%  | 2.6 | 4.4 | 2.0 | 0.1 | 6.6  |
| 2009-10 PO | FC Barcelona | 8  | 8  | 22.9 | 43% | 22% | 75%  | 3.3 | 3.6 | 1.6 | 0.1 | 5.6  |
| 2010-11 LR | FC Barcelona | 34 | 31 | 23.0 | 37% | 27% | 75%  | 3.4 | 4.4 | 1.7 | 0.0 | 5.3  |
| 2010-11 PO | FC Barcelona | 8  | 0  | 14.9 | 27% | 18% | 89%  | 2.8 | 2.8 | 1.1 | 0.3 | 2.5  |

### Competición Europea
| Año        | Equipo       | PJ | MPP  | %TC | %3P | %TL | RPP | ROB | APP | TiPP | TPP | PPP |
| ---------- | ------------ | -- | ---- | --- | --- | --- | --- | --- | --- | ---- | --- | --- |
| 2006-07 E1 | Joventut     | 16 | 19.1 | 46% | 16% | 76% | 2.4 | 0.9 | 2.8 | 3.2  | 0.1 | 3.6 |
| 2007-08 E2 | Joventut     | 16 | 21.0 | 60% | 36% | 77% | 3.4 | 0.7 | 4.5 | 2.4  | 0.1 | 7.6 |
| 2008-09 E1 | Joventut     | 5  | 13.4 | 28% | 33% | 62% | 2.4 | 0.6 | 2.8 | 1.8  | -   | 2.4 |
| 2009-10 E1 | FC Barcelona | 22 | 20.9 | 38% | 35% | 89% | 2.9 | 0.5 | 4.1 | 1.4  | 0.0 | 6.8 |
| 2010-11 E1 | FC Barcelona | 20 | 22.8 | 39% | 22% | 83% | 3.3 | 0.9 | 3.6 | 1.7  | 0.1 | 6.5 |

## Votaciones para elAll-Star Game de la NBA
| Año  | Número de Votos | Elegido | Equipo                 |
| ---- | --------------- | ------- | ---------------------- |
| 2012 | 397 456         | No      | Minnesota Timberwolves |
| 2013 | 150 227         | No      | Minnesota Timberwolves |
| 2014 | 124 230         | No      | Minnesota Timberwolves |
| 2015 | 57 241          | No      | Minnesota Timberwolves |
| 2016 | (-)             | No      | Minnesota Timberwolves |
| 2017 | 19 495          | No      | Minnesota Timberwolves |
| 2018 | 16 243          | No      | Utah Jazz              |
| 2019 | 78 842          | No      | Utah Jazz              |
| 2020 | 158 862         | No      | Phoenix Suns           |
| 2021 | 9289            | No      | Minnesota Timberwolves |
| 2022 | 93 699          | No      | Cleveland Cavaliers    |
| 2023 | 12 925          | No      | Cleveland Cavaliers    |

## Logros y reconocimientos

### Selección española
Selección absoluta
- Medalla de Plata en los Juegos Olímpicos de Pekín 2008.
- Medalla de Oro en el Eurobasket 2009 en Polonia.
- Medalla de Oro en el Eurobasket 2011 en Lituania.
- Medalla de Bronce en el Eurobasket 2013 en Eslovenia.
- Medalla de Bronce en los Juegos Olímpicos de Río 2016.
- Medalla de Bronce en el Eurobasket 2017 en Rumanía, Israel, Finlandia y Turquía
- Medalla de Oro en el Mundial de China 2019

Selección categorías inferiores (Júnior)
- Medalla de Oro Eurobasket sub-16 de Linares, Andújar & Martos 2006.

### Clubes
- ULEB Eurocup (2008)
- FIBA EuroChallenge (2006)
- Euroliga (2010)
- Liga ACB (2011)
- 3x Copa del Rey (2008, 2010, 2011)
- 2x Supercopa de España (2009, 2010)
- 4x Liga Catalana (2007, 2008, 2009 y 2010)

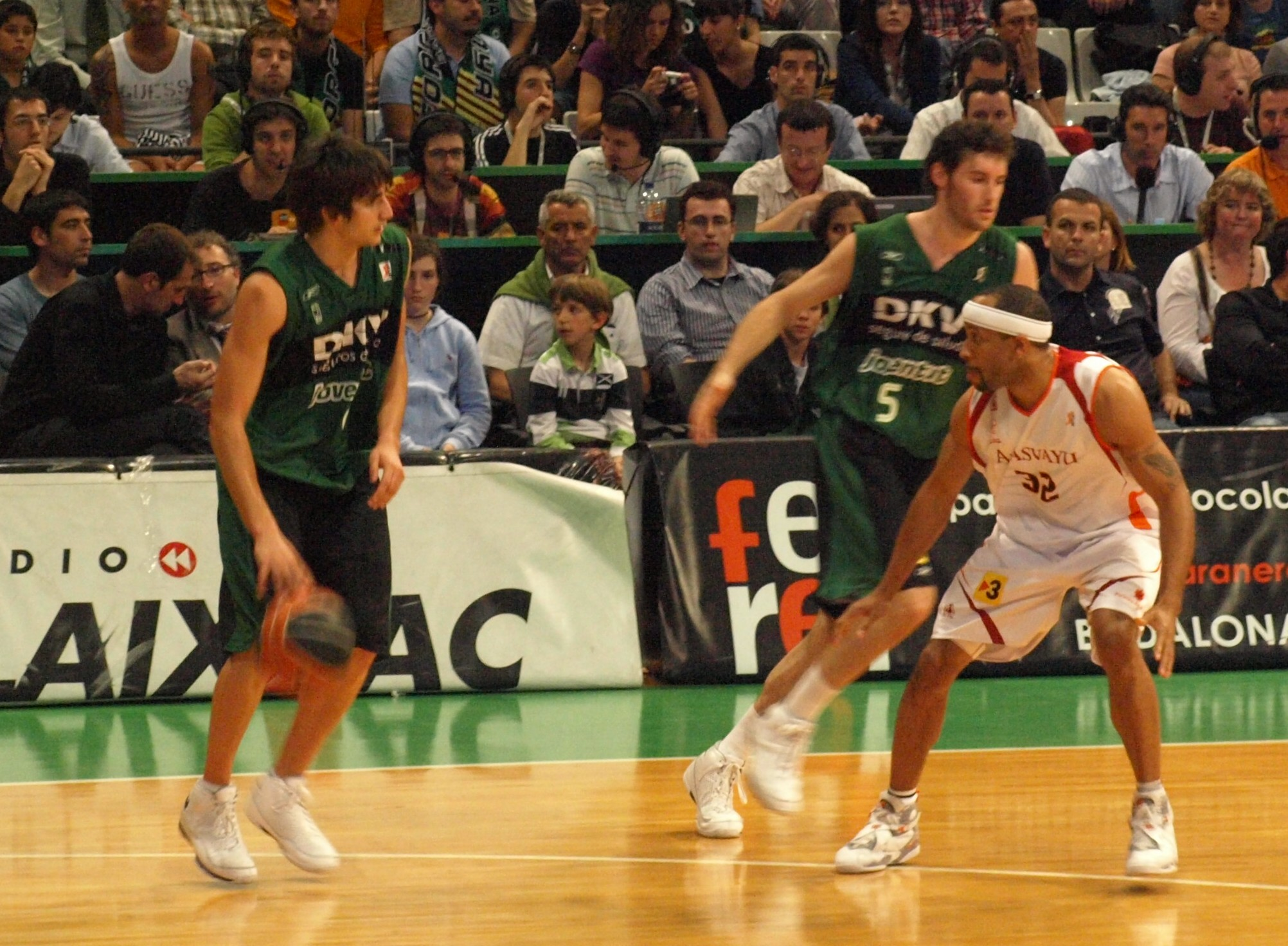
Ricky Rubio defendido por Maurice Whitfield del Akasvayu Girona en el partido de los cuartos de final de la eliminatoria por el título de la liga ACB 2007-08 en el Pabellón Olímpico de Badalona

### Individual
- MVP del campeonato de Europa Cadete 2006.
- Lideró varios apartados del Campeonato de Europa Cadete 2006. Máximo anotador (22,3 puntos), máximo reboteador (12,8), máximo asistente (7,1), máximo recuperador (6,5), máximo anotador en un partido (51 puntos en la final), máximo reboteador en un solo encuentro (24 rechaces), mayor número de asistencias en un partido (13 pases de canasta) y mayor número de balones recuperados en un partido (11 robos). Además consiguió dos ‘triples-dobles’ y un ‘cuádruple-doble’ en ocho partidos.[57]
- En 2005, se convirtió en el jugador más joven de la historia en debutar en la Liga ACB (14 años).
- Ganador trofeo jugador revelación 2006-2007 Liga ACB.
- Elegido MVP Nacional de la semana en noviembre de 2007 con lo que se convirtió en el jugador más joven de la historia de la ACB en recibir tal galardón.
- Mejor jugador joven de Europa en 2007, 2008 y 2009 premio otorgado por la FIBA.[58]
- Líder en robos de balón en la ACB y Euroliga 2007.
- Tercer jugador más joven en debutar en la Selección (por detrás de Sevillano y Corbalán) en julio de 2008.
- Jugador más joven en la historia del olímpismo en conseguir una medalla en baloncesto.
- Mejor defensa de la Liga ACB en la temporada 2007-2008.
- Elegido 'Deportista Revelación' en 2008.
- Primer jugador de los '90 en presentarse al Draft de la NBA.
- MVP de la Lliga Catalana en 2009.
- Jugador más joven en alcanzar los 1000 puntos en la ACB.
- MVP de la jornada 10 en la Euroliga 2009-2010 con 33 de valoración ante el Montepaschi Siena.
- Consigue el trofeo "Rising Star" de la Euroliga 2009-10.
- Jugador más joven en ganar una Euroliga (19 años).
- Incluido en el Quinteto Ideal de la ACB como Mejor Base en la temporada 2009-2010.
- Ganador del trofeo Top 5, siendo considerado "Jugador más espectacular" de la temporada 2009-10.
- Medalla de Bronce al Mérito Deportivo (2010).
- Primer jugador en ganar 4 veces seguidas la Liga Catalana.
- Récord Guinness en tiros anotados desde detrás del tablero con 18 en un minuto y de tiros consecutivos en total 16 seguidos (2012).[59]
- MVP de la Copa Mundial de Baloncesto (2019).
- NBA Cares Community Assist Award -Offseason- (2021).[60]

### Distinciones
- Gran Cruz de la Real Orden del Mérito Deportivo (2024)[61]